# Esther Gerritsen
Esther Gerritsen (Nijmegen, 2 februari 1972) is een Nederlandse schrijfster. Vanaf 1997 schreef ze toneel en proza. Sinds 2004 legt ze zich geheel op proza toe. Zij schrijft romans en verhalen en was columniste voor de Volkskrant en de VPRO Gids. Sinds 2014 is ze ook actief als scenarioschrijver, onder andere voor de tv-serie Red Light en de film Instinct, beide in samenwerking met Halina Reijn en Carice van Houten.

## Biografie
Gerritsen groeide op in Gendt en studeerde Dramaschrijven en Literaire vorming aan de Hogeschool voor de Kunsten Utrecht.
In oktober 1999 ging haar toneelstuk, de monoloog Huisvrouw, in de regie van Alexandra Koch, in Amsterdam in première. Een jaar later volgde in Utrecht de première van Het geeft niet, eveneens een monoloog.
Gerritsen debuteerde als prozaschrijver in 2000 met de verhalenbundel Bevoorrecht bewustzijn. In 2002 verscheen Tussen een persoon, haar eerste roman. In maart dat jaar vond te Arnhem de première plaats van haar toneelstuk Een vriendelijk stuk over aardige mensen, in de regie van Willibrord Keesen, over drie mensen die samen een avond bij een van hen doorbrengen. In september dat jaar ging Monoloog van een paard in Rotterdam in première, gevolgd door Hoe komt het kalf bij zijn maat (Arnhem, maart 2003). Samen met de lunchvoorstelling Seks & eten werden deze teksten in 2004 gebundeld in Toneel.
In haar lezing Waarom ik eens even stop met toneelschrijven uit 2007 zette Gerritsen uiteen dat ze tijdens het schrijven van toneel een volle 'evenementenhal' voor zich ziet en dit werkt storend: 'Ik ben bang voor de groep. Een toneelschrijver werkt voor de groep.' Deze situatie is 'een groot mankement als je toneelschrijver bent'. Het gaat om de volgende factoren. Gaat het schrijven van toneel in de ervaring van Gerritsen gepaard met het inspelen op een denkbeeldig publiek, het schrijven van proza levert haar wel de verlangde intimiteit op: 'Alles wat ik als toneelschrijver niet durfde, durfde ik wel als prozaschrijver.' Omdat zij haar humor voor het toneel reserveerde, durfde zij zich in haar proza hiervan niet te bedienen. Als prozaschrijver ziet zij de lezer als bondgenoot, als toneelschrijver het publiek als de ander die zij voor zich moet winnen. Het rekening houden met het publiek is een kwestie van angst en wie die niet weet te overwinnen, kan zich volgens Gerritsen maar beter op proza toeleggen.
In 2010 verscheen de roman Superduif. Hoofdpersoon Bonnie Mol is een meisje in de leeftijd dat de basisschool voor de middelbare school wordt ingeruild. Uit verlangen mensen te behoeden voor rampen beeldt zij zich in dat ze op gezette tijden in een grote duif transformeert en dan allerlei heldendaden verricht. Maar als Sjoerd, de broer van haar vriendin Ine, verongelukt, voelt zij zich schuldig en meent tekortgeschoten te zijn.
In 2011 verscheen Jij hebt iets leuks over je, een verzameling beschouwend werk uit de periode 2001-2011. Naast columns uit onder meer de Volkskrant, Opzij, Humanist, Viva, Armada en Passionate Magazine, zijn hierin ook reportages (Radio Kootwijk), lezingen en beschouwingen te vinden. Het betreft onderwerpen als de ziekte en de dood van haar oudere broer, het (katholieke) geloof waarin de auteur is opgegroeid (Mijn angst voor nee is de schuld van Jezus), de ideale bibliotheek, en de brieven van Vincent van Gogh.
Het cultureel tijdschrift Hollands Diep vroeg in 2011 27 recensenten wie de meest belovende Nederlandse en Vlaamse auteurs onder de 40 jaar waren. Esther Gerritsen behoorde tot de tien meest genoemde namen, naast onder meer Peter Buwalda, Gustaaf Peek, Dimitri Verhulst en Christiaan Weijts.
In 2013 verscheen een tweede bundel non-fictie, Ik ben vaak heel kort dom, geheel gevuld met columns die in de periode 2010-2012 in de VPRO Gids verschenen. De onderwerpen zijn huiselijk, met terugkerende elementen als het opvoeden van een jonge dochter en het leven na een echtscheiding. Maar het eigenlijke thema is de ontvankelijke, associatieve geest van de auteur die haar noopt het leven overzichtelijk klein te houden.
Gerritsen schreef het boekenweekgeschenk voor 2016 Broer.
De trooster stond op de shortlist van de Libris Literatuur Prijs 2019. In 2024 werd Gerritsen met Gebied 19 genomineerd voor de Libris Literatuur Prijs die ze opnieuw niet wist te winnen. Hierop zwoer de "shortlist-koningin" nooit meer naar een prijsuitreiking te gaan, omdat ze toch nooit won. Later dat jaar won ze met het boek echter de Boekenbon Literatuurprijs.

## Prijzen
- 1999 - Nederlands-Duitse Jeugdtheaterprijs voor toneeltekst Gras
- 2001 - Charlotte Köhler Stipendium voor toneel
- 2002 - Wim Bary-perspektiefreis voor toneel
- 2004 - Halewijn-literatuurprijs van de stad Roermond voor proza
- 2005 - Dif/BNG Aanmoedigingsprijs voor haar oeuvre
- 2008 - Nederlands-Duitse Kaas & Kappes toneelschrijfprijs voor toneeltekst De Kopvoeter
- 2014 - Frans Kellendonk-prijs
- 2020 - Peter van Straaten Psychologieprijs voor Superduif. Samen met Yvonne Keuls en Marieke Lucas Reijneveld.[18]
- 2024 - Boekenbon Literatuurprijs voor de roman Gebied 19[19]